# Schloss Montabaur

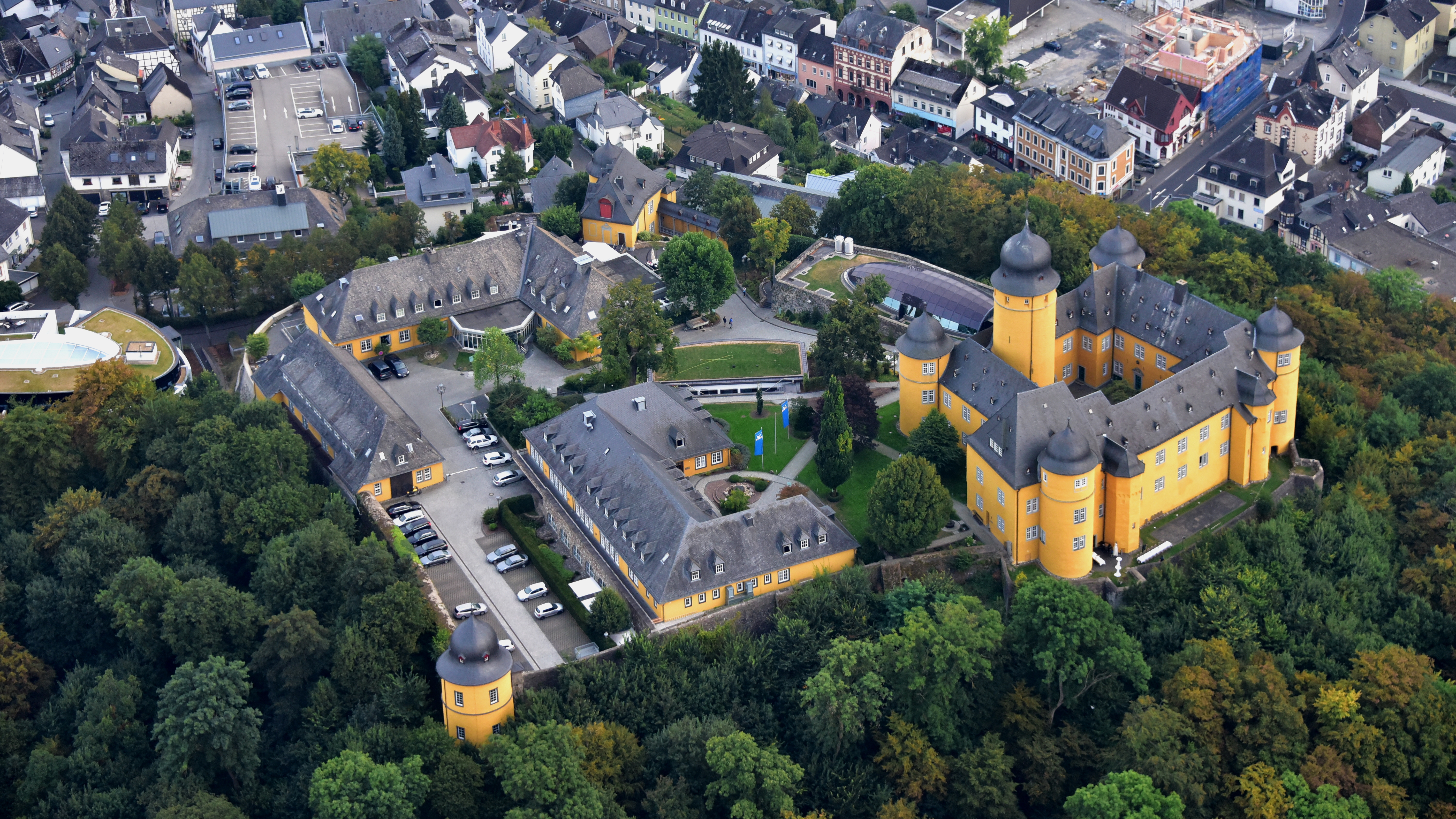
Schloss Montabaur, Luftaufnahme (2016)

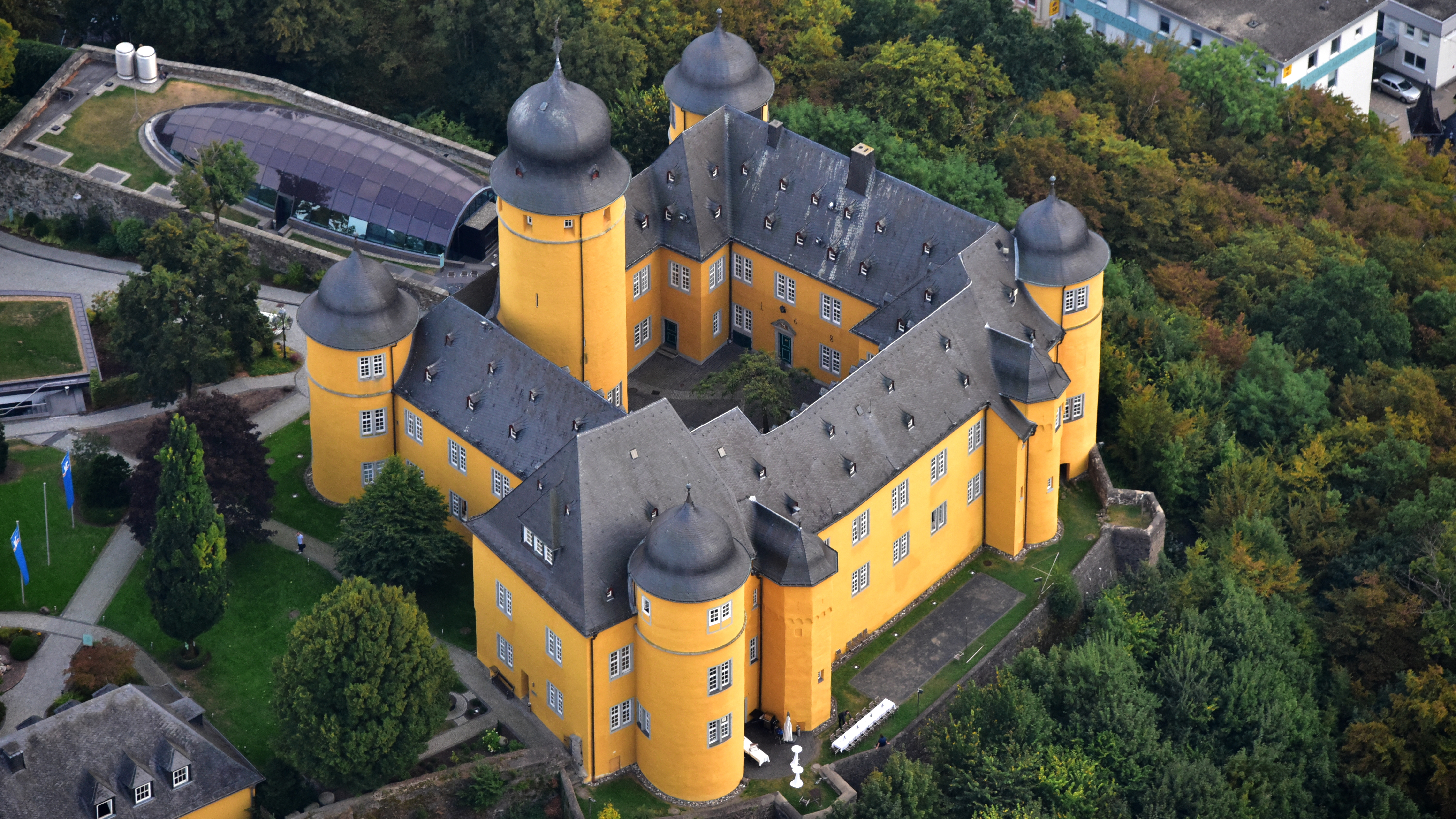
Schloss Montabaur, Detailansicht, Luftaufnahme (2016)

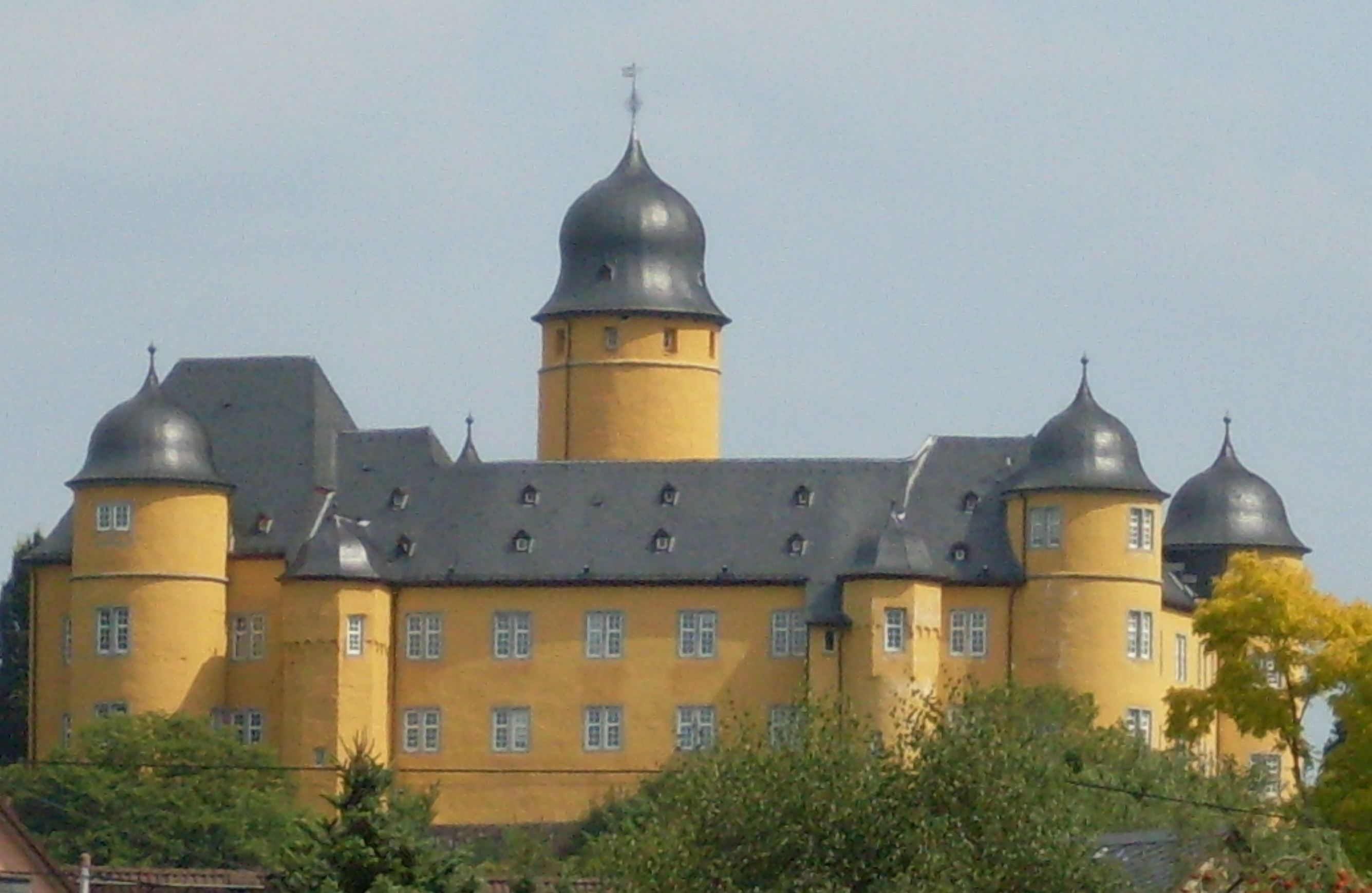
Schloss Montabaur

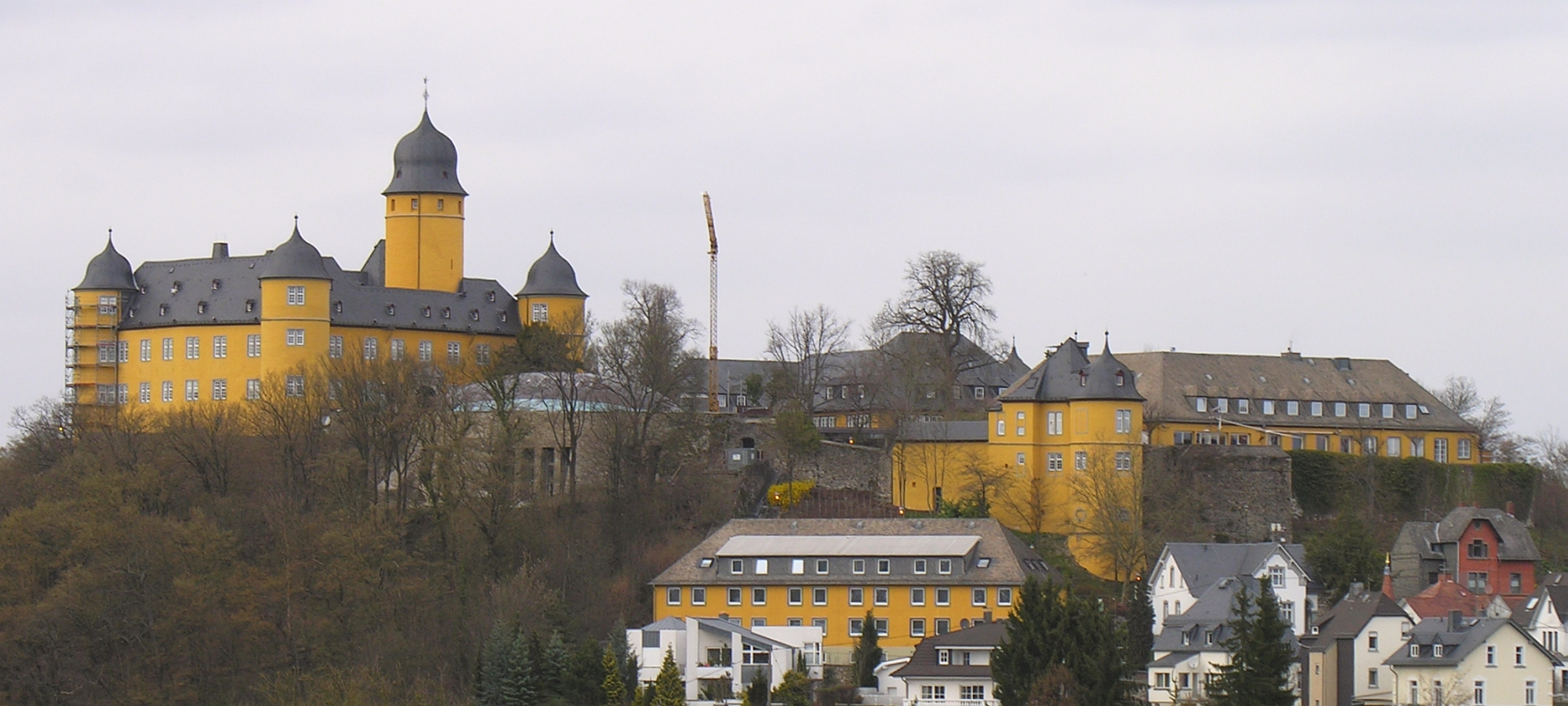
Prägendes Stadtbild: der Schlossberg im Zentrum von Montabaur mit dem Schloss-Komplex (Foto 2011)

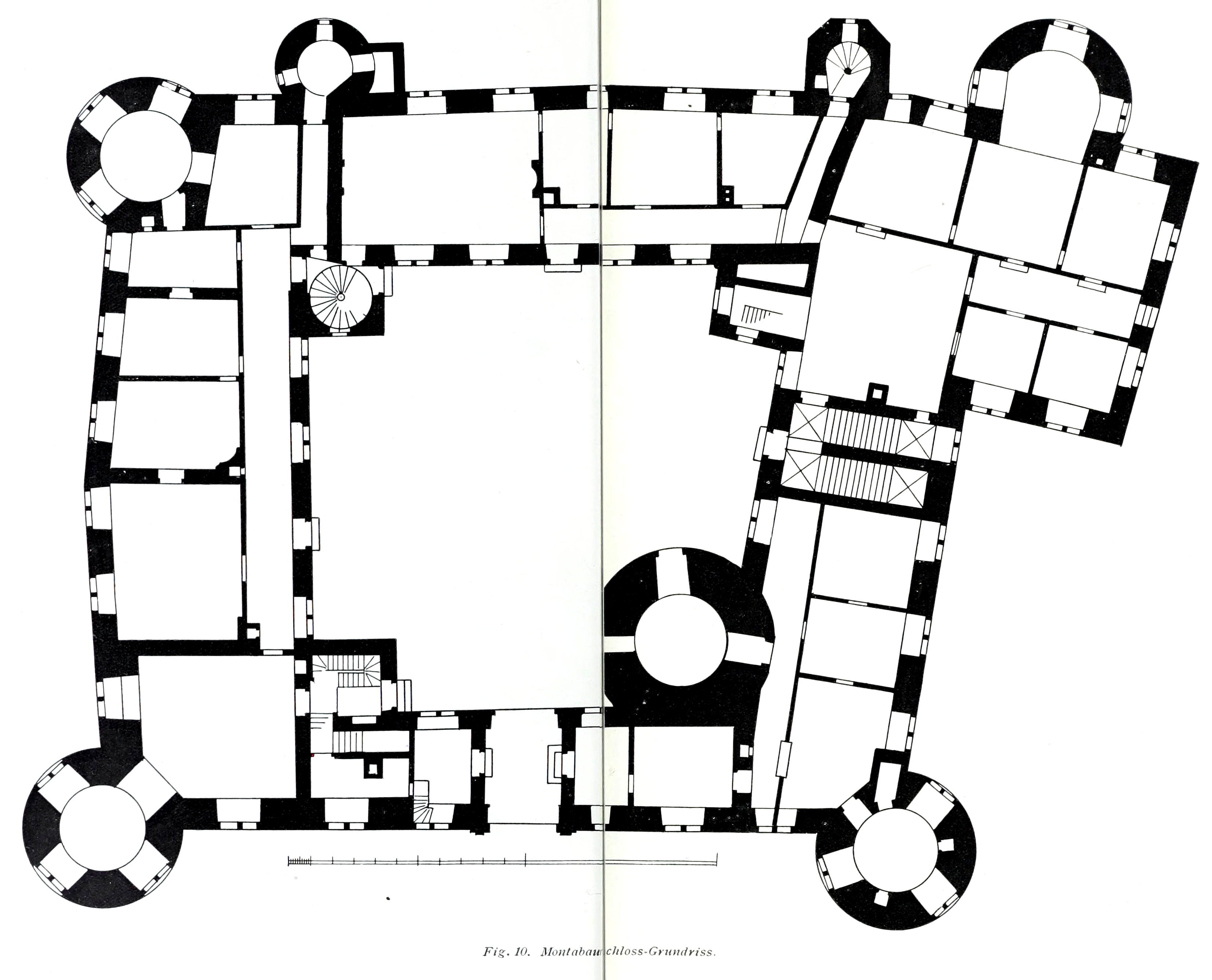
Grundriss des Schlosses (gezeichnet vor 1914)

Das barocke Schloss Montabaur ist das Wahrzeichen der Stadt Montabaur im Westerwald. Es steht weithin sichtbar in der Stadtmitte auf dem Schlossberg auf einer Höhe von 321 Metern über NN und dient heute als Schulungs- und Tagungszentrum der Akademie Deutscher Genossenschaften.

## Beschreibung
Das Schloss besteht aus einer Vorburg und einem zweigeschossigen Hauptgebäude, das mit seinen vier Gebäudeflügeln einen fast quadratischen Innenhof umschließt. An den Ecken besitzt es dreigeschossige Rundtürme, die eine flache, geschwungene Haube als Dach besitzen. Sein mittelalterlicher Bergfried ist 33 Meter hoch. Hofseitig treten drei Treppentürme aus der gelb gestrichenen Fassade.
Zur Schlossanlage gehören noch einige Einzelgebäude, darunter der im Barock umgestaltete Zwinger, der Marstall aus dem Jahr 1720 und der äußere Torbau mit der Jahreszahl 1588.

## Geschichte
Die Geschichte des Schlosses geht bis in das 10. Jahrhundert zurück. 959 fand ein „Castellum Humbacense“ als Wohnsitz des Herzogs Hermann von Schwaben erstmals urkundlich Erwähnung. Kaiser Heinrich II. übertrug die damalige Burg samt der dazugehörigen Grundherrschaft im Jahr 1018 auf den Trierer Erzbischof Poppo von Babenberg und damit auf das Erzbistum Trier. Erzbischof Theoderich von Wied ließ sie zur Sicherung der rechtsrheinischen Gebiete seines Bistums befestigen, konnte aber nicht verhindern, dass die Burg 1212 durch den Grafen von Nassau angegriffen und zerstört wurde. Inspiriert durch den Berg Tabor in Israel, ließ Theoderich die Anlage 1217 wieder aufbauen und nannte den Burghügel „Mons Tabor“, woraus sich das spätere „Montabaur“ entwickelte. Unter diesem Namen ist die Anlage 1227 erstmals urkundlich erwähnt.
Die Burg wurde nachfolgend von einem Burghauptmann verwaltet. Sie diente zugleich als Amts- und Wohnsitz von bischöflichen Amtmännern und wurde durch Burgmannen bewacht. Um 1400 betrug deren Anzahl 53. In der Zeit um 1280 wurde der Bergfried der Anlage errichtet, aber um 1520 erfolgte der Umbau des mittelalterlichen Wehrbaus zu einem vierflügeligen Renaissanceschloss, dessen Kernsubstanz bis in die heutige Zeit überdauert hat. Zuvor hatte König Maximilian 1505 mit 500 Personen im Gefolge in der Burg übernachtet.
Sein heutiges Erscheinungsbild erhielt das Schloss in den Jahren von 1687 bis 1709, als Kurfürst Johann Hugo von Orsbeck es von seinem Hofbaumeister Johann Christoph Sebastiani im Stil des Barocks umgestalten ließ. Die Deckenmalerei stammt von Lazaro Maria Sanguinetti. Sie stellt Allegorien des Lichtes und Personifikationen der vier Elemente Luft, Erde, Feuer und Wasser dar. Die Anlage diente noch bis zum Ende des 18. Jahrhunderts als Residenz der Trierer Erzbischöfe, ehe der letzte Kurfürst Clemens Wenzeslaus von Sachsen 1794 vor französischen Revolutionsheeren flüchtete und der Kurstaat 1801 aufgehoben wurde. Die ehemaligen Trierer Besitzungen – und damit auch das Schloss Montabaur – fielen an das Herzogtum Nassau-Weilburg. Die Herzöge von Nassau nutzten die Anlage nachfolgend als Jagdschloss.
Ab 1851 waren die Gebäude bis 1880 Sitz des herzoglich-nassauischen Simultanschullehrerseminars. Ab 1868 dienten sie zugleich als Sitz des Landratsamtes und bis 1945 auch als Wohnung des Landrats des Unterwesterwaldkreises. Nach dem Zweiten Weltkrieg wurde das Schloss von 1946 an als Verwaltungssitz des Regierungsbezirks Montabaur genutzt.
Im Jahr 1969 erwarb die Deutsche Genossenschaftskasse die Anlage, die anschließend durch das Schulze-Delitzsch-Institut und die Bundesgenossenschaftsschule Raiffeisen e. V. genutzt wurde. Nach dem Zusammenschluss beider Institute 1978 zur Akademie Deutscher Genossenschaften kaufte diese das Schloss und wandelte es in ein Seminar- und Tagungszentrum um.

## Aktuelle Nutzung
Seit 1970 dient Schloss Montabaur als bundesweites Zentrum für die Managementqualifizierung von angehenden und aktuellen Führungskräften der Genossenschaftsbanken sowie genossenschaftlich-kooperativer Unternehmen. 2022 führte die ADG rund 1.200 Veranstaltungen mit mehr als 15.000 Teilnehmern durch, sowohl in Präsenz auf Schloss Montabaur als auch digital.
Zur ADG-Gruppe auf dem Campus Schloss Montabaur gehören die Akademie Deutscher Genossenschaften e. V., die ADG Business School an der Steinbeis-Hochschule, das Forschungsinstitut ADG Scientific – Center for Research and Cooperation e. V. und das Hotel Schloss Montabaur. Mit über 48.000 Übernachtungen und 208 Zimmern zählt Hotel Schloss Montabaur zu den größten Hotelbetrieben in Rheinland-Pfalz.